# Tömítés (mechanikus)

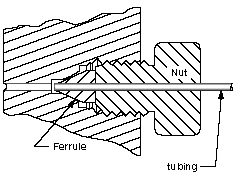
Példa kompressziós tömítésre

A mechanikus tömítés olyan eszköz, amely segít összekapcsolni a rendszereket vagy mechanikus részeket azáltal, hogy megakadályozza a szivárgást (pl. szivattyúrendszerben ), nyomást tart fenn, vagy kizárja a szennyeződéseket. A tömítéseket számos iparágban szinte minden minden magas nyomású, kenést igénylő ipari és magáncélú gépben alkalmazzák a csapágyakkal összefüggésben is, különösen például vegyi ipar, a vízellátás, a papírgyártás, nehézipar, az élelmiszer-feldolgozás területét. 

Tömítés típusok:
- Indukciós tömítés vagy kupaktömítés
- Ragasztó, tömítőanyag
- Bodok tömítés, speciális gáztömítő alátét orvosi alkalmazásokhoz
- Ragasztott tömítés, más néven Dowty Seal vagy Dowty alátét. Alátét beépített tömítéssel, amelyet széles körben használnak csavarok vagy csavarok zárási pontjainak tömítésére [1] [2]
- Bridgman tömítés, egy dugattyútömítő mechanizmus, amely nagynyomású tartályt hoz létre alacsonyabb nyomású forrásból
- Dugó
- Kompressziós tömítés szerelvény
- Membrántömítés
- Ferrofluidikus tömítés
- Tömítés vagy mechanikus tömítés
  - Karimás tömítés
  - O-gyűrű
  - O-gyűrűs tömítés
  - Dugattyúgyűrű
- Üveg-fém tömítés
- Üveg-kerámia-fém tömítések
- Hőzár
- Tömlőcsatlakozók, különféle típusú tömlőcsatlakozók
- Hermetikus tömítés
- Hidrosztatikus tömítés
- Hidrodinamikus tömítés
- Felfújható tömítés Három alapvető működési irányban felfújó és leeresztő tömítések: axiális irányban, radiálisan befelé és radiálisan kifelé. Mindegyik felfújási iránynak megvannak a saját teljesítményparaméterei olyan mérésekhez, mint a felfújás magassága és a középvonali hajlítási sugár, amelyet a tömítés képes elérni. A felfújható tömítések számos nehéz tömítési probléma esetén használhatók.
- Labirintus tömítés Olyan tömítés, amely kanyargós utat hoz létre a folyadék átáramlásához
- Fedő (tartály)
- Forgó felületű mechanikus tömítés
- Arc tömítés
- Dugó
- Radiális tengelytömítés
- Csapda (vízvezeték) (szifoncsapda)
- Tömszelence (mechanikus csomagolás)
- Ablaktörlő tömítés
- Száraz gáztömítés

## Lásd még
- csapágy
- Mechatronika
- Mechanika
- Technológia

## Fordítás
- Ez a szócikk részben vagy egészben  a   Seal (mechanical) című angol Wikipédia-szócikk fordításán alapul.  Az eredeti cikk szerkesztőit annak laptörténete sorolja fel. Ez a jelzés csupán a megfogalmazás eredetét és a szerzői jogokat jelzi, nem szolgál a cikkben szereplő információk forrásmegjelöléseként.